# Canal de Berdún
Canal de Berdún – gmina w Hiszpanii, w prowincji Huesca, w Aragonii, o powierzchni 133,27 km². W 2011 roku gmina liczyła 365 mieszkańców.